# 한국여자프로농구 2020-21
KB국민은행 Liiv M 2020-2021 여자프로농구는 한국여자프로농구(WKBL)의 31번째 시즌이다. 2020년 10월 10일부터 2021년 2월 24일까지 정규리그가 진행되었다.

## 변경된 점
- 한시적으로 외국인 선수 제도가 폐지되었다.[1]
- 공격적인 농구를 위하여 핸드체킹 규정이 강화되었다.[1]
- 주말과 공휴일 경기는 기존 오후 5시에서 1시간 늦어진 오후 6시에 시작한다. 다만, BNK의 주말 홈 경기는 TV 중계로 지난 시즌처럼 오후 2시에 열린다. 평일 경기는 오후 7시에 시작한다.[2]
- 플레이오프 진행 방식을 변경했다. 기존 3강 체제를 4강 체제로 확대 개편했다. 정규리그 4위까지 플레이오프에 진출한다. 정규리그 1위팀과 4위팀, 2위팀과 3위팀이 각각 3전2승제로 플레이오프를 치른다. 여기서 승리한 팀은 챔피언결정전(5전3승제)에 진출한다. 파이널 무대에서 우승을 가린다. 플레이오프의 문이 넓어지는 만큼 시즌 마지막까지 뜨거운 순위 경쟁이 예상된다.[1]

- 2013년도부터 12억원을 유지했던 샐러리캡(연봉총액상한제)이 14억원으로 인상되었다. 팀별 수당은 샐러리캡의 20% 이내에서 지급하기로 정하고 선수 1인 연봉 상한액은 3억 원으로 동결했다.[3]

## 시즌 화제
- 9년 만에 외국인 선수 없이 보낸 2020-21 시즌은 예상과는 다른 결과가 양산됐다. 정규리그 1~5라운드 생중계 평균 시청률은 지난 시즌보다 약 13% 늘었고, 순위 경쟁이 치열했던 4ㆍ5라운드를 기준으로는 19.7% 증가했다. 플레이오프와 챔피언결정전에선 2018~19시즌(2019~20시즌 미개최) 대비 23.7%나 급증했다. 젊은 층이 많은 인터넷 방송 동시 접속자는 전년 대비 3배 넘게 급증했다.[4]
- 당초 12월 26일 삼성생명의 홈 코트인 용인체육관에서 열릴 예정이었던 올스타전이 코로나바이러스 감염증(코로나19)으로 취소되었다. 이미 진행된 올스타 팬 투표에서는 신한은행의 김단비가 1위를 차지했다. 이로써 김단비는 2016~2017 시즌 이후 5년 연속 올스타 팬 투표 1위를 기록했다. 개인 통산으로는 6번째 1위다.[5]

## 선수 변화

### 은퇴
| 날짜     | 선수   | 소속팀                                                                       | 나이 | 비고               | 참고  |
| -------- | ------ | ---------------------------------------------------------------------------- | ---- | ------------------ | ----- |
| 4월 24일 | 정선화 | 청주 KB 스타즈 (2004-2013) 부천 하나외환 (2014-2015) 부산 BNK 썸 (2018-2020) | 36   | WKBL 블록상 (2012) | [ 6 ] |

### 자유계약
| 선수   | 계약일         | 새 소속팀              | 이전 소속팀            | 참고  |
| ------ | -------------- | ---------------------- | ---------------------- | ----- |
| 김한비 | 4월 15일 (1차) | 용인 삼성생명 블루밍스 | 용인 삼성생명 블루밍스 | [ 7 ] |
| 강계리 | 4월 15일 (1차) | 부천 하나은행          | 부천 하나은행          | [ 7 ] |
| 이정현 | 4월 15일 (1차) | 부천 하나은행          | 부천 하나은행          | [ 7 ] |
| 안혜지 | 4월 15일 (1차) | 부산 BNK 썸            | 부산 BNK 썸            | [ 7 ] |
| 김민정 | 4월 15일 (1차) | 청주 KB 스타즈         | 청주 KB 스타즈         | [ 7 ] |
| 김보미 | 4월 25일 (2차) | 용인 삼성생명 블루밍스 | 용인 삼성생명 블루밍스 | [ 8 ] |
| 양인영 | 4월 25일 (2차) | 부천 하나은행          | 용인 삼성생명 블루밍스 | [ 8 ] |
| 한채진 | 4월 25일 (2차) | 인천 신한은행 에스버드 | 인천 신한은행 에스버드 | [ 8 ] |
| 김정은 | 4월 25일 (2차) | 아산 우리은행 위비     | 아산 우리은행 위비     | [ 8 ] |
| 박혜진 | 4월 25일 (2차) | 아산 우리은행 위비     | 아산 우리은행 위비     | [ 8 ] |
| 홍보람 | 4월 25일 (2차) | 아산 우리은행 위비     | 아산 우리은행 위비     | [ 8 ] |
| 김가은 | 4월 25일 (2차) | 청주 KB 스타즈         | 청주 KB 스타즈         | [ 8 ] |
| 김소담 | 4월 25일 (2차) | 청주 KB 스타즈         | 청주 KB 스타즈         | [ 8 ] |
| 심성영 | 4월 25일 (2차) | 청주 KB 스타즈         | 청주 KB 스타즈         | [ 8 ] |
| 박하나 | 4월 30일 (3차) | 용인 삼성생명 블루밍스 | 용인 삼성생명 블루밍스 | [ 9 ] |
| 이수연 |                | 빈칸                   | 부천 하나은행          |       |

### 보상선수
| 보상 선수 | 보상 지명 구단         | FA 영입 구단  | FA 영입 선수 | 참고   |
| --------- | ---------------------- | ------------- | ------------ | ------ |
| 김단비    | 용인 삼성생명 블루밍스 | 부천 하나은행 | 양인영       | [ 10 ] |

### 트레이드
| 시즌 전  | 시즌 전                | 시즌 전                           | 시즌 전 |
| -------- | ---------------------- | --------------------------------- | ------- |
| 5월      | 부산 BNK 썸행 - 김현아 | 청주 KB 스타즈행 - 차지현         | [ 11 ]  |
| 5월      | 부산 BNK 썸행 - 박찬양 | 부천 하나은행행 - 없음            | [ 12 ]  |
| 시즌 중  |                        |                                   |         |
| 11월 5일 | 부산 BNK 썸행 - 이주영 | 인천 신한은행 에스버드행 - 정유진 | [ 13 ]  |

## 정규리그
2020년 10월 10일 개막하여 2021년 2월 24일까지 진행되었다.

### KB스타즈우승
| 순위 | 팀                     | 경기 | 승 | 패 | 승차 | 통과       |
| ---- | ---------------------- | ---- | -- | -- | ---- | ---------- |
| 1    | 아산 우리은행 위비     | 30   | 22 | 8  | —    | 플레이오프 |
| 2    | 청주 KB 스타즈         | 30   | 21 | 9  | 1    | 플레이오프 |
| 3    | 인천 신한은행 에스버드 | 30   | 17 | 13 | 5    | 플레이오프 |
| 4    | 용인 삼성생명 블루밍스 | 30   | 14 | 16 | 8    | 플레이오프 |
| 5    | 부천 하나원큐          | 30   | 11 | 19 | 11   |            |
| 6    | 부산 BNK 썸            | 30   | 5  | 25 | 17   |            |

KB스타즈 우승

## 포스트시즌
플레이오프는 2021년 2월 27일에 개막하여 3월 4일까지 진행되었고, 챔피언 결정전은 2021년 3월 7일에 개막하여 3월 15일까지 진행되었다.

### 대진표
|  | 플레이오프 3판 2승제 | 플레이오프 3판 2승제   | 플레이오프 3판 2승제 |                |   | 챔피언 결정전 5판 3승제 | 챔피언 결정전 5판 3승제 | 챔피언 결정전 5판 3승제 |  |
|  |                      |                        |                      |                |   |                         |                         |                         |  |
|  | 1                    | 아산 우리은행 위비     | 1                    |                |   |                         |                         |                         |  |
|  | 1                    | 아산 우리은행 위비     | 1                    |                |   |                         |                         |                         |  |
|  | 4                    | 용인 삼성생명 블루밍스 | 2                    |                |   |                         |                         |                         |  |
|  | 4                    | 용인 삼성생명 블루밍스 | 2                    |                | 4 | 용인 삼성생명 블루밍스  | 3                       |                         |  |
|  |                      |                        |                      |                | 4 | 용인 삼성생명 블루밍스  | 3                       |                         |  |
|  |                      |                        | 2                    | 청주 KB 스타즈 | 2 |                         |                         |                         |  |
|  | 2                    | 청주 KB 스타즈         | 2                    | 청주 KB 스타즈 | 2 | 2                       |                         |                         |  |
|  | 2                    | 청주 KB 스타즈         |                      |                |   |                         |                         |                         |  |
|  | 3                    | 인천 신한은행 에스버드 | 0                    |                |   |                         |                         |                         |  |

### 플레이오프

#### (1) 아산 우리은행 위비 vs. (4) 용인 삼성생명 블루밍스
| 2021년 2월 27일 18:00 |

| 기록 |

| 아산 우리은행 위비 74, 용인 삼성생명 블루밍스 69            |  |  |  |                                                   |
| 쿼터 별 점수: 24-19, 16-16, 13-19, 27-15                    |  |  |  |                                                   |
| 득점: 박혜진 25 리바운드: 김소니아, 박혜진 9 도움: 박지현 9 |  |  |  | 득점: 김단비 23 리바운드: 김한별 9 도움: 김한별 5 |
| 1-0 우리은행 우위                                           |  |  |  |                                                   |

| 2021년 3월 1일 14:25 |

| 기록 |

| 용인 삼성생명 블루밍스 76, 아산 우리은행 위비 72   |  |  |  |                                                      |
| 쿼터 별 점수: 22-16, 18-19, 18-21, 18-16           |  |  |  |                                                      |
| 득점: 윤예빈 26 리바운드: 윤예빈 11 도움: 김한별 6 |  |  |  | 득점: 김소니아 22 리바운드: 최은실 11 도움: 박지현 5 |
| 1-1 동률                                           |  |  |  |                                                      |

| 2021년 3월 3일 19:00 |

| 기록 |

| 아산 우리은행 위비 47, 용인 삼성생명 블루밍스 64     |  |  |  |                                                    |
| 쿼터 별 점수: 13-17, 9-18, 16-9, 9-20                |  |  |  |                                                    |
| 득점: 김소니아 13 리바운드: 박지현 12 도움: 박혜진 3 |  |  |  | 득점: 배혜윤 16 리바운드: 김단비 10 도움: 김한별 4 |
| 2-1 삼성생명 시리즈 승리                             |  |  |  |                                                    |

| 2020년 10월 21일 |

|  |

| 용인 삼성생명 블루밍스 64, 아산 우리은행 위비 79 |

| 용인실내체육관 |

| 2020년 11월 30일 |

|  |

| 아산 우리은행 위비 61, 용인 삼성생명 블루밍스 57 |

| 이순신빙상장실내체육관 |

| 2020년 12월 14일 |

|  |

| 용인 삼성생명 블루밍스 70, 아산 우리은행 위비 71 |

| 용인실내체육관 |

| 2020년 12월 26일 |

|  |

| 아산 우리은행 위비 63, 용인 삼성생명 블루밍스 52 |

| 이순신빙상장실내체육관 |

| 2021년 1월 28일 |

|  |

| 아산 우리은행 위비 55, 용인 삼성생명 블루밍스 64 |

| 이순신빙상장실내체육관 |

| 2021년 2월 6일 |

|  |

| 용인 삼성생명 블루밍스 59, 아산 우리은행 위비 65 |

| 용인실내체육관 |

#### (2) 청주 KB 스타즈 vs. (3) 인천 신한은행 에스버드
| 2021년 2월 28일 18:00 |

| 기록 |

| 청주 KB 스타즈 60, 인천 신한은행 에스버드 55       |  |  |  |                                                             |
| 쿼터 별 점수: 18-21, 15-14, 13-12, 14-8            |  |  |  |                                                             |
| 득점: 박지수 23 리바운드: 박지수 27 도움: 박지수 5 |  |  |  | 득점: 김단비, 한엄지 15 리바운드: 김단비 10 도움: 김단비 10 |
| 1-0 KB 스타즈 우위                                 |  |  |  |                                                             |

| 2021년 3월 2일 19:00 |

| 기록 |

| 인천 신한은행 에스버드 60, 청주 KB 스타즈 71       |  |  |  |                                                            |
| 쿼터 별 점수: 14-17, 14-20, 23-25, 9-9             |  |  |  |                                                            |
| 득점: 김단비 19 리바운드: 김단비 11 도움: 김단비 6 |  |  |  | 득점: 박지수 21 리바운드: 박지수 24 도움: 박지수, 심성영 4 |
| 2-0 KB 스타즈 시리즈 승리                          |  |  |  |                                                            |

### 챔피언 결정전

#### 경기 결과
| 2021년 3월 7일 13:45 |

| 기록 |

| 용인 삼성생명 블루밍스 76, 청주 KB 스타즈 71       |  |  |  |                                                   |
| 쿼터 별 점수: 19-13, 10-14, 26-19, 21-25           |  |  |  |                                                   |
| 득점: 김한별 30 리바운드: 배혜윤 10 도움: 윤예빈 5 |  |  |  | 득점: 박지수 23 리바운드: 박지수 9 도움: 심성영 5 |
| 삼성생명 1-0 우위                                  |  |  |  |                                                   |

| 2021년 3월 9일 19:00 |

| 기록 |

| 용인 삼성생명 블루밍스 84, 청주 KB 스타즈 83 (OT)    |  |  |  |                                                    |
| 쿼터 별 점수: 17-15, 17-19, 16-28, 24-12, 연장: 10-9 |  |  |  |                                                    |
| 득점: 윤예빈 21 리바운드: 김한별 7 도움: 김한별 9    |  |  |  | 득점: 강아정 23 리바운드: 박지수 16 도움: 박지수 7 |
| 삼성생명 2-0 우위                                    |  |  |  |                                                    |

| 2021년 3월 11일 19:00 |

| 기록 |

| 청주 KB 스타즈 82, 용인 삼성생명 블루밍스 75       |  |  |  |                                                    |
| 쿼터 별 점수: 22-23, 20-9, 19-17, 21-25            |  |  |  |                                                    |
| 득점: 박지수 30 리바운드: 박지수 16 도움: 심성영 6 |  |  |  | 득점: 김한별 19 리바운드: 김한별 14 도움: 김한별 6 |
| 삼성생명 2-1 우위                                  |  |  |  |                                                    |

| 2021년 3월 13일 18:00 |

| 기록 |

| 청주 KB 스타즈 85, 용인 삼성생명 블루밍스 82 (OT)          |  |  |  |                                                           |
| 쿼터 별 점수: 23-19, 18-17, 22-21, 15-21, 연장: 7-4        |  |  |  |                                                           |
| 득점: 강아정, 박지수 21 리바운드: 박지수 19 도움: 박지수 6 |  |  |  | 득점: 김보미 19 리바운드: 김보미 8 도움: 김한별, 배혜윤 6 |
| 2-2 시리즈 동률                                            |  |  |  |                                                           |

| 2021년 3월 15일 19:00 |

| 기록 |

| 용인 삼성생명 블루밍스 74, 청주 KB 스타즈 57                                |  |  |  |                                                    |
| 쿼터 별 점수: 18-11, 16-17, 18-15, 22-14                                    |  |  |  |                                                    |
| 득점: 김한별 22 리바운드: 김한별 7 도움: 김한별 5                           |  |  |  | 득점: 박지수 17 리바운드: 박지수 16 도움: 강아정 4 |
| 3-2 삼성생명 시리즈 승리 챔피언 결정전 MVP: 김한별 (용인 삼성생명 블루밍스) |  |  |  |                                                    |

## 수상

### 정규리그 시상
정규리그 시상식은 플레이오프 미디이데이와 같은 날 개최되며, 통계에 의한 부문과 기자단 투표에 의한 투표에 의한 부문으로 나뉘어 시상이 진행된다.

#### 통계에 의한 부문
| 부문                | 선수   | 팀                     | 기록   |
| ------------------- | ------ | ---------------------- | ------ |
| 득점상              | 박지수 | 청주 KB 스타즈         | 22.33  |
| 3점 득점상          | 강이슬 | 부천 하나원큐          | 64     |
| 3점 야투상          | 한채진 | 인천 신한은행 에스버드 | 39.3%  |
| 2점 야투상          | 박지수 | 청주 KB 스타즈         | 58.3%  |
| 자유투상            | 강아정 | 청주 KB 스타즈         | 90.4%  |
| 리바운드상          | 박지수 | 청주 KB 스타즈         | 15.23  |
| 어시스트상          | 김진희 | 아산 우리은행 위비     | 5.47   |
| 스틸상              | 박지현 | 아산 우리은행 위비     | 1.70   |
| 블록상              | 박지수 | 청주 KB 스타즈         | 2.50   |
| 윤덕주상 최고공헌도 | 박지수 | 청주 KB 스타즈         | 1361.7 |

#### 투표에 의한 부문
| 상             | 수상자                          | 후보                                                       |
| -------------- | ------------------------------- | ---------------------------------------------------------- |
| 최우수선수상   | 박지수 (청주 KB 스타즈)         | 김소니아 (아산 우리은행 위비), 박지현 (아산 우리은행 위비) |
| 우수수비선수상 | 김단비 (인천 신한은행 에스버드) | 박지수 (청주 KB 스타즈), 박지현 (아산 우리은행 위비)       |
| 신인선수상     | 강유림 (부천 하나원큐)          |                                                            |
| 식스우먼상     | 구슬 (부산 BNK 썸)              | 염윤아 (청주 KB 스타즈), 김보미 (용인 삼성생명 블루밍스)   |
| 모범선수상     | 이경은 (인천 신한은행 에스버드) |                                                            |
| 지도상         | 위성우 (아산 우리은행 위비)     |                                                            |
| 기량발전상     | 김소니아 (아산 우리은행 위비)   | 김진희 (아산 우리은행 위비), 강유림 (부천 하나원큐)        |
| 최우수심판상   | 류상호                          |                                                            |

- WKBL 베스트 5:
  - G 박지현, 아산 우리은행 위비
  - G 신지현, 부천 하나원큐
  - F 김소니아, 아산 우리은행 위비
  - F 김단비, 인천 신한은행 에스버드
  - C 박지수, 청주 KB 스타즈

### 라운드별 수상
라운드별 MVP와 MIP는 기자단 투표에 의해 시상이 진행된다.
| 라운드  | MVP                             | MIP                             | 참고   |
| ------- | ------------------------------- | ------------------------------- | ------ |
| 1라운드 | 박지수 (청주 KB 스타즈)         | 김소니아 (아산 우리은행 위비)   | [ 14 ] |
| 2라운드 | 박지현 (아산 우리은행 위비)     | 김진희 (아산 우리은행 위비)     | [ 15 ] |
| 3라운드 | 박지수 (청주 KB 스타즈)         | 이주연 (용인 삼성생명 블루밍스) | [ 16 ] |
| 4라운드 | 김단비 (인천 신한은행 에스버드) | 강유림 (부천 하나원큐)          | [ 17 ] |
| 5라운드 | 김단비 (인천 신한은행 에스버드) | 이소희 (부산 BNK 썸)            | [ 18 ] |
| 6라운드 | 강이슬 (부천 하나원큐)          | 정예림 (부천 하나원큐)          | [ 19 ] |

## 비고
1. ↑  부산 BNK 썸의 주말 홈 경기
2. ↑  개막전
3. ↑  1차 원 소속구단과 협상 결렬로 2차 타 구단과 협상.